# Dan DaSilva
Daniel „Dan“ DaSilva (* 30. April 1985 in Saskatoon, Saskatchewan) ist ein ehemaliger kanadischer Eishockeyspieler und derzeitiger -trainer, der im Verlauf seiner aktiven Karriere zwischen 2002 und 2020 unter anderem 275 Spiele für den EHC Black Wings Linz in der österreichischen Erste Bank Eishockey Liga (EBEL) auf der Position des rechten Flügelstürmers bestritten hat. Darüber hinaus absolvierte über 400 Partien in der American Hockey League (AHL).

## Karriere
DaSilva spielte während seiner Juniorenzeit zwischen 2002 und 2005 drei Spielzeiten lang bei den Portland Winter Hawks in der Western Hockey League (WHL). In jedem der drei Jahre konnte der Stürmer seine Punktausbeute steigern. Nachdem er in seinem Rookiejahr 22 Scorerpunkte erzielt hatte, steigerte er sich in seinem zweiten Jahr auf 56 Punkte und schloss die dritte und letzte Saison in der Juniorenliga mit 73 Punkten ab. Zwar erreichte DaSilva in den drei Jahren mit dem Team jeweils die Playoffs, doch stets schied die Mannschaft bereits in der ersten Runde aus.

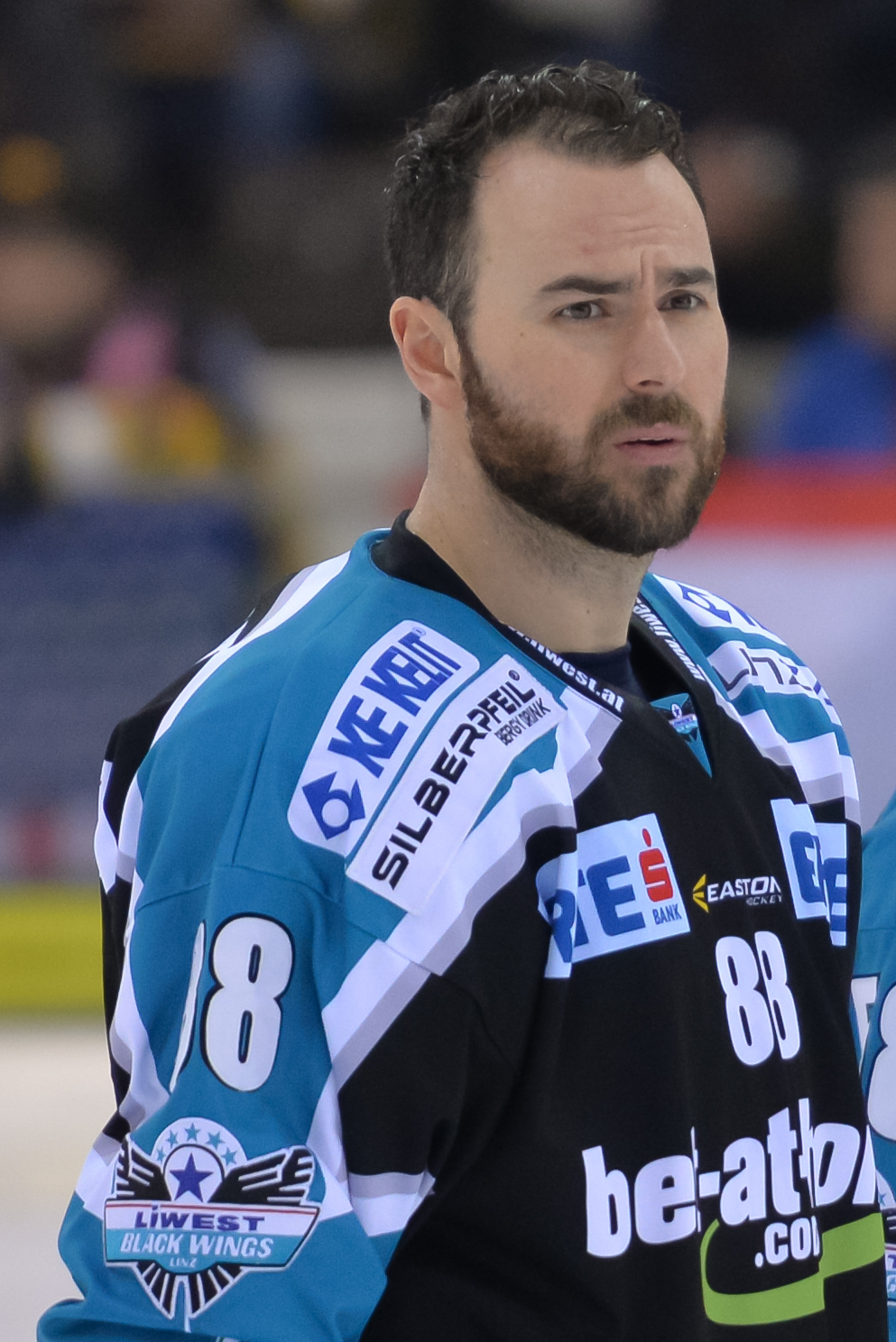
DaSilva im Trikot der EHC Black Wings Linz (2016)

Im Sommer 2005 wechselte der Kanadier ungedraftet ins Profilager, als er einen Vertrag bei den Lowell Lock Monsters aus der American Hockey League (AHL) unterschrieb, die zu dieser Zeit das Farmteam der Carolina Hurricanes und Colorado Avalanche aus der National Hockey League waren. DaSilva kam zum Beginn der Saison 2005/06 zu insgesamt 25 Einsätzen bei den Lock Monsters, in denen er fünf Punkte erzielte. Des Weiteren bestritt er Ende November vier Spiele für die San Diego Gulls aus der ECHL, die ebenfalls mit der Colorado Avalanche in Kooperation standen. Nach einer Verletzung am Ende des Jahres 2005 fiel der rechte Flügelstürmer aber bis zum Saisonende aus und kam weder in der AHL noch in der ECHL zu Einsätzen. In der folgenden Spielzeit lief DaSilva für die Albany River Rats aus der American Hockey League auf, nachdem sowohl Carolina als auch Colorado die Zusammenarbeit mit den Lock Monsters beendet und in den River Rats einen neuen Kooperationspartner gefunden hatten. Im Vergleich zum Vorjahr konnte der Kanadier seine Ausbeute mit 19 Punkten aus 43 Begegnungen deutlich steigern, jedoch kam er zum Ende des Kalenderjahres 2006 immer wieder bei Arizona Sundogs aus der Central Hockey League zum Einsatz. Erst gegen Ende des Spieljahres 2006/07 erkämpfte sich der Flügelspieler einen Stammplatz im AHL-Kader des Franchises aus Albany. Da Colorado für die Saison 2007/08 in den Lake Erie Monsters erneut ein neues AHL-Farmteam fand, spielte DaSilva die gesamte Spielzeit dort und erfüllte das letzte Jahr seines Vertrages. Erneut konnte er seine Offensivausbeute steigern und wurde erstmals nicht in die ECHL oder CHL versetzt.
Trotz DaSilvas stetiger Steigerung in den vergangenen drei Spielzeiten fand er vor der Saison 2008/09 zunächst kein neues Team. Erst Mitte Oktober 2008 zeigten die Worcester Sharks aus der AHL Interesse und boten ihm einen Vertrag an. Nach ein paar AHL-Einsätzen zu Beginn des Spieljahres fand sich der Stürmer bei den Phoenix RoadRunners aus der ECHL, einem Kooperationspartner der Sharks, wieder. Dort verweilte DaSilva bis Mitte Februar 2009 und konnte in 36 Begegnungen 21 Punkte erzielen. Aufgrund vieler Abstellungen an die San Jose Sharks aus der NHL waren die Worcester Sharks gezwungen, den Stürmer in den AHL-Kader zu beordern. Dieser konnte in den verbleibenden 21 Partien der regulären Saison zwölf Punkte zur erfolgreichen Qualifikation für die Playoffs beisteuern, womit am Ende der Saison 13 Punkte aus 26 Spielen zu Buche standen. Seine Leistungen bescherten ihm schließlich einen Stammplatz im Kader für die Playoffs, obwohl diverse Stammkräfte inzwischen wieder aus San Jose zurückgekehrt waren.
Zur Saison 2011/12 wechselte der Kanadier zum HC Lev Poprad in die Kontinentale Hockey-Liga (KHL). Nach 15 Spielen in der KHL löste er seinen Vertrag bei den Slowaken im November 2011 aufgrund ausstehender Gehaltszahlungen vorzeitig auf. Anschließend erhielt er einen viertägigen Probevertrag beim EHC Biel aus der Schweizer National League A (NLA). Biel nahm die Option, ihn längerfristig zu binden, aber nicht wahr. Daraufhin sicherte sich der HC La Chaux-de-Fonds aus der zweitklassigen Schweizer National League B (NLB) die Dienste des Kanadiers. Im Januar 2012 wurde er vom Ligakonkurrenten EHC Olten unter Vertrag genommen, bei dem der Kanadier ein Arbeitspapier bis Saisonende 2011/12 unterzeichnete. Zur Saison 2012/13 wurde er von den Ontario Reign aus der ECHL verpflichtet. Bis zum Sommer 2014 liehen ihn die Reign unter anderem an die Houston Aeros und Worcester Sharks in die AHL aus.
Im Sommer 2014 wechselte DaSilva abermals nach Europa und verbrachte die Saison 2014/15 bei den Augsburger Panthern in der Deutschen Eishockey Liga (DEL). Von dort wechselte er im folgenden Sommer zu den EHC Black Wings Linz in die österreichische Erste Bank Eishockey Liga (EBEL), wo er für die folgenden fünf Jahre eine neue sportliche Heimat fand. In diesem Zeitraum absolvierte der Angreifer 275 Partien für den Klub. Im Sommer 2020 beendete der 35-Jährige seine aktive Karriere und kehrte daraufhin nach Kanada zurück. Er spielte in der Folge eine Saison im kanadischen Amateur-Eishockey, bevor er mit Beginn der Saison 2021/22 eine Trainerlaufbahn einschlug und als Assistenztrainer bei den Saskatoon Blades aus der WHL angestellt wurde. Zur Spielzeit 2024/25 wurde DaSilva zum Cheftrainer des Juniorenteams aus seiner Geburtsstadt befördert. 

## Erfolge und Auszeichnungen
- 2005 WHL West Second All-Star Team

## Karrierestatistik
(Legende zur Spielerstatistik: Sp oder GP = absolvierte Spiele; T oder G = erzielte Tore; V oder A = erzielte Assists; Pkt oder Pts = erzielte Scorerpunkte; SM oder PIM = erhaltene Strafminuten; +/− = Plus/Minus-Bilanz; PP = erzielte Überzahltore; SH = erzielte Unterzahltore; GW = erzielte Siegtore; 1 Play-downs/Relegation; Kursiv: Statistik nicht vollständig)